# Saint-Laurent-des-Bâtons
Pour les articles homonymes, voir Saint-Laurent.
Saint-Laurent-des-Bâtons est une ancienne commune du sud-ouest de la France, située dans le département de la Dordogne en région Nouvelle-Aquitaine, devenue le 1er janvier 2016 une commune déléguée au sein de la commune nouvelle de Sainte-Alvère-Saint-Laurent Les Bâtons, puis au 1er janvier 2017 une commune déléguée de la commune nouvelle de Val de Louyre et Caudeau.

## Géographie

### Généralités

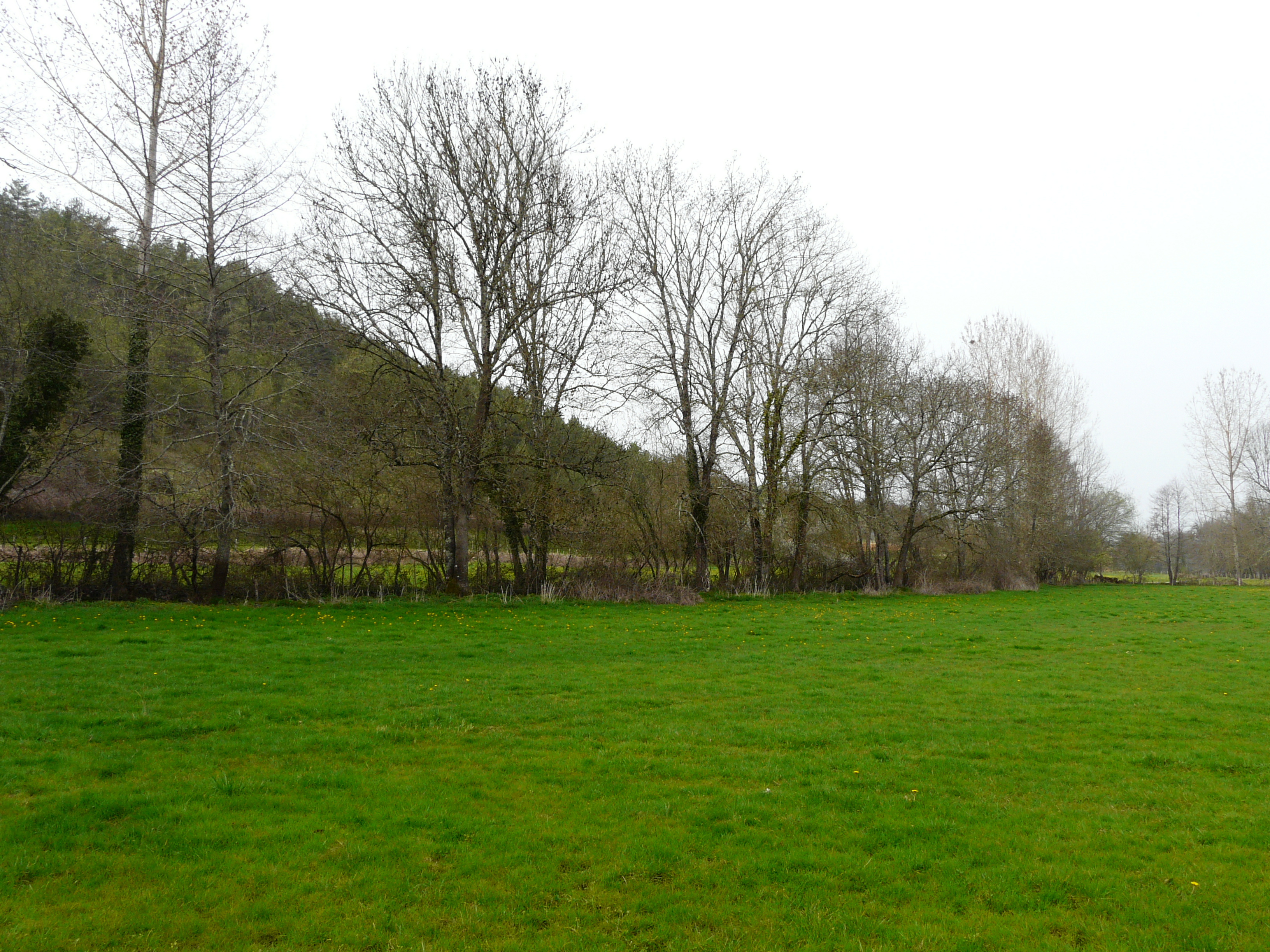
La vallée du Caudeau au lieu-dit la Rousique, à Saint-Laurent-des-Bâtons.

Dans la moitié sud du département de la Dordogne, au sud du Pays de Vergt, le territoire de l'ancienne commune de Saint-Laurent-des-Bâtons s'étend sur 19,47 km2. Il est baigné par le Caudeau qui marque la limite au nord avec Veyrines-de-Vergt et Saint-Michel-de-Villadeix et à l'ouest avec Saint-Félix-de-Villadeix, ainsi que par deux de ses affluents, le Retz et le Verdançon.
L'altitude minimale avec 95 mètres se trouve localisée à l'extrême ouest, en aval du lieu-dit le Moulin de Lapeyrouse, là où le Caudeau quitte le territoire et sert de limite entre ceux de Fouleix et Saint-Félix-de-Villadeix. L'altitude maximale avec 221 mètres est située à l'extrême nord-est, 600 mètres au nord-est du lieu-dit Cavaillet, en limite du territoire de Sainte-Alvère.
En bordure de la route départementale 8 et du Verdançon, le petit bourg de Saint-Laurent-des-Bâtons est situé, en distances orthodromiques, huit kilomètres au sud de Vergt et vingt-deux kilomètres au nord-est de Bergerac.

### Communes limitrophes

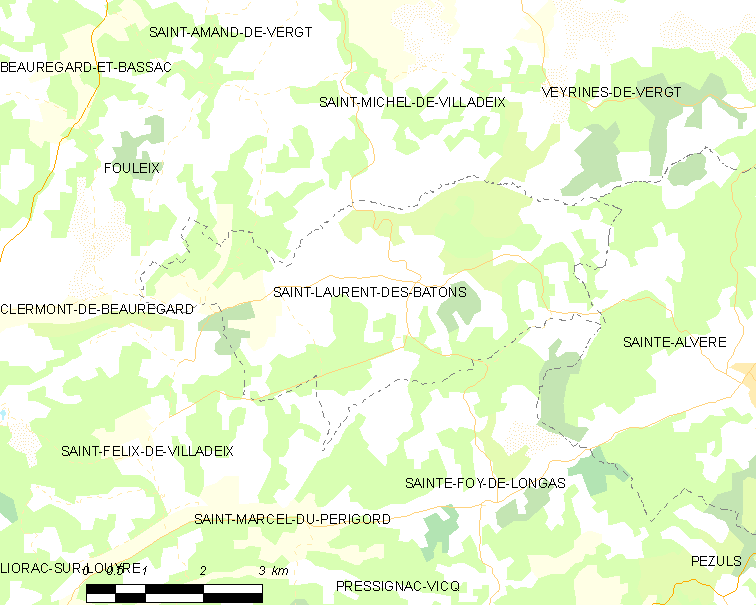
Carte de Saint-Laurent-des-Bâtons et des communes avoisinantes en 2015, avant la création de la commune nouvelle de Sainte-Alvère-Saint-Laurent Les Bâtons.

En 2015, année précédant la création de la commune nouvelle de Sainte-Alvère-Saint-Laurent Les Bâtons, Saint-Laurent-des-Bâtons était limitrophe de huit autres communes.
| Fouleix — Saint-Amand-de-Vergt | Saint-Michel-de-Villadeix | Veyrines-de-Vergt    |
|                                | Saint-Laurent-des-Bâtons  | Sainte-Alvère        |
| Saint-Félix-de-Villadeix       | Saint-Marcel-du-Périgord  | Sainte-Foy-de-Longas |

### Milieux naturels et biodiversité

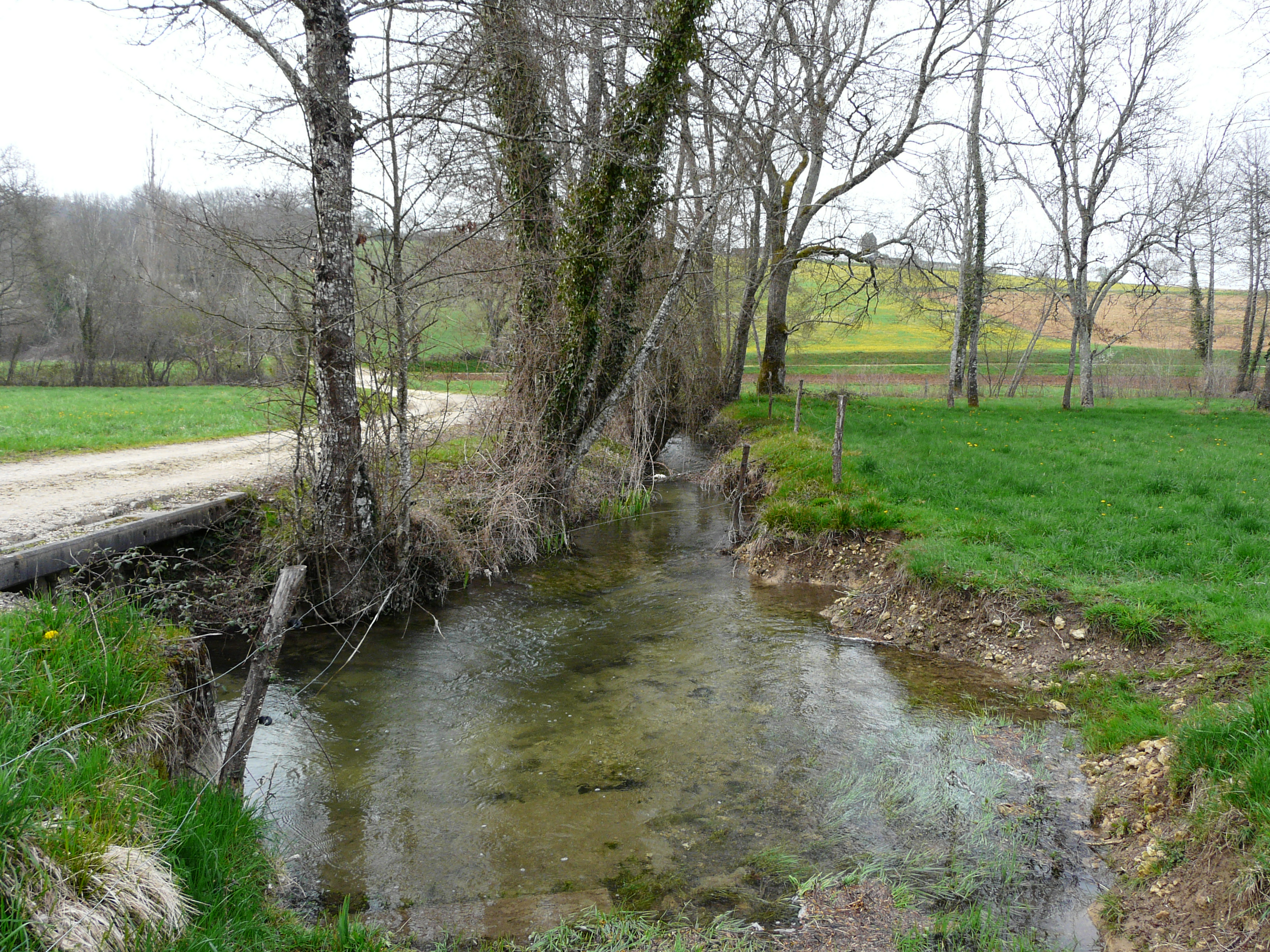
Le Caudeau en limite de Saint-Amand-de-Vergt (à gauche) et Saint-Laurent-des-Bâtons.

Au nord, la vallée du Caudeau fait partie d'une zone naturelle d'intérêt écologique, faunistique et floristique (ZNIEFF) de type 1 où deux espèces déterminantes ont été recensées en 2008, une libellule l'Agrion de Mercure (Coenagrion mercuriale) et une plante l'Orchis à fleurs lâches (Anacamptis laxiflora),. Lors d'un précédent recensement en 1982, le site était fréquenté par la Loutre d'Europe (Lutra lutra) et le Vison d'Europe (Mustela lutreola).

## Urbanisme

### Prévention des risques
Un plan de prévention du risque inondation (PPRI) a été approuvé en 2015 pour le Caudeau et ses rives, concernant l'ouest et toute la bordure nord du territoire communal,.

### Villages, hameaux et lieux-dits
Outre le bourg de Saint-Laurent-des-Bâtons proprement dit, le territoire se compose d'autres villages ou hameaux, ainsi que de lieux-dits, :
- Belair
- les Berches
- Borie Neuve
- Borie Neuve[Note 1]
- le Bousquet
- la Brasserie
- la Burelle
- le Caillavet
- Cantelaube
- la Capelle
- le Castanet
- Castelgiroux
- la Cavaille
- le Chalet
- Cluzel
- la Combe
- Combe de Bos-Redon
- Combe-Pommier
- les Combettes
- Coste Sourde
- les Courteilles
- Fomperlique
- Fontouron
- Fontpapou
- la Forge
- la Geneste
- Gondrance
- Guillegorce
- les Jaunies
- Labatut
- Lagrange
- Lamaurénie
- Lamothe-Poujade
- Lebarry
- le Lissoulet
- Louillet
- Monplaisir
- le Moulin Bertier
- Pesqueille
- Petite-Fagette
- Pièce-Noire
- la Pierre Trouée
- la Poujade
- Raisonzou
- le Rosier
- les Roucheloux
- la Rousique
- Saint-Maurice
- le Sivadal
- la Table du Roi
- Terrabla.

## Toponymie
La plus ancienne mention écrite connue du lieu date du XIIIe siècle dans un pouillé sous la forme Sanctus Laurentius, archipr. de Villades et concerne son église rattachée à l'archiprêtré de Villadeix. Au siècle suivant, en 1365, il est mentionné comme Sanctus Laurentius de Guilhgorsa (« Saint-Laurent de Guillegorse », lieu d'un prieuré dépendant de l'abbaye de Châtres).
Le nom de la commune se réfère à saint Laurent, martyr du IIIe siècle, représenté sur l'un des vitraux de l'église. D'après une tradition, la seconde partie du nom pourrait être liée au pèlerinage de Saint-Michel-de-Villadeix où les pèlerins laissaient un bâton pour l'église de Saint-Laurent.
En occitan, la commune se nomme Sent Laurenç deus Bastons.

## Histoire
Mentionnée en 1199, il existait, aux Lissouleix, une maison conventuelle répertoriée dans le cartulaire de l'abbaye de Cadouin.
Saint-Laurent-des-Bâtons fait partie des très nombreuses communes créées aux débuts de la Révolution française.
En 1833, la commune de Saint-Maurice fusionne avec Saint-Laurent-des-Bâtons qui prend transitoirement le nom de Saint-Laurent-des-Bâtons-et-Saint-Maurice.
Au 1er janvier 2016, Saint-Laurent-des-Bâtons fusionne avec Sainte-Alvère pour former la commune nouvelle de Sainte-Alvère-Saint-Laurent Les Bâtons dont la création a été entérinée par l'arrêté du 22 octobre 2015, entraînant la transformation des deux anciennes communes en communes déléguées.
Au 1er janvier 2017, Sainte-Alvère-Saint-Laurent Les Bâtons fusionne avec Cendrieux pour former la commune nouvelle de Val de Louyre et Caudeau dont Saint-Laurent-des-Bâtons devient une commune déléguée.

## Politique et administration

### Rattachements administratifs
La commune de Saint-Laurent-des-Bâtons a, dès 1790, été rattachée au canton de Liorac qui dépendait du district de Bergerac. En 1800, le canton de Liorac est supprimé, de même que les districts, et la commune est rattachée au canton de Saint-Alvère dépendant de l'arrondissement de Bergerac. En 1972, l'orthographe du canton change pour Sainte-Alvère.
Dans le cadre de la réforme de 2014 définie par le décret du 21 février 2014, ce canton disparaît aux élections départementales de mars 2015. La commune est alors rattachée électoralement au canton du Périgord central dont le bureau centralisateur est fixé à Vergt.
En 2017, Saint-Laurent-des-Bâtons, en tant que commune déléguée de Val de Louyre et Caudeau, est rattachée à l'arrondissement de Périgueux,.

### Intercommunalité
Fin 2001, Saint-Laurent-des-Bâtons intègre dès sa création la communauté de communes du Terroir de la truffe. Celle-ci est dissoute le 31 décembre 2013 et remplacée au 1er janvier 2014 par la communauté de communes du Pays vernois et du terroir de la truffe. Elle est elle-même dissoute le 31 décembre 2016 et la plupart de ses communes, dont Saint-Laurent-des-Bâtons en tant que commune déléguée, sont intégrées à la communauté d'agglomération Le Grand Périgueux le 1er janvier 2017.

### Administration municipale
La population de la commune étant comprise entre 100 et 499 habitants au recensement de 2011, onze conseillers municipaux ont été élus en 2014,. Ceux-ci sont membres d'office du  conseil municipal de la commune nouvelle de Sainte-Alvère-Saint-Laurent Les Bâtons en 2016, puis de celle de Val de Louyre et Caudeau à partir de 2017 jusqu'au renouvellement des conseils municipaux français de 2020.

### Liste des maires puis des maires délégués

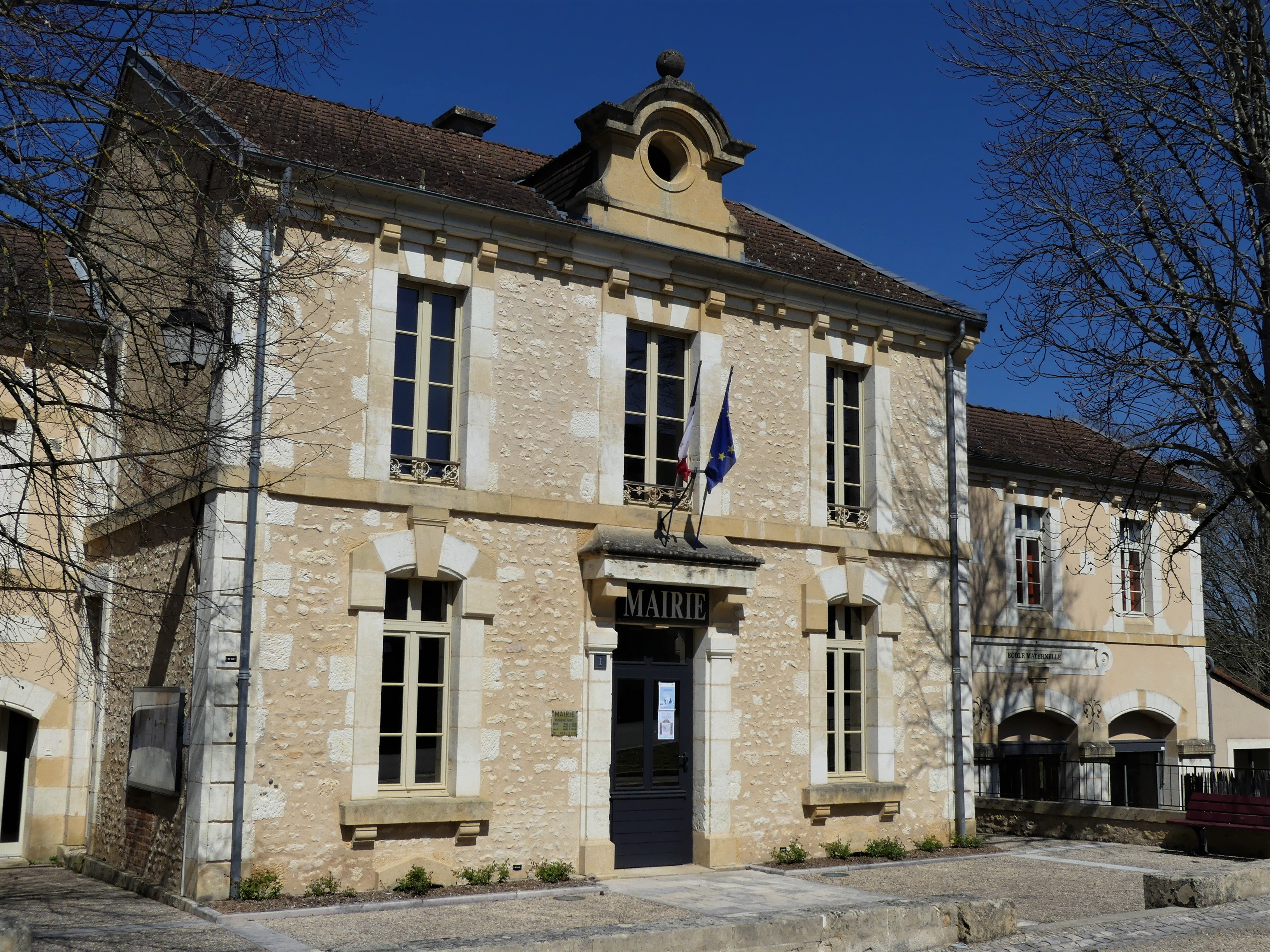
La mairie annexe en 2022.

| Période                                  | Période       | Identité         | Étiquette | Qualité     |
| ---------------------------------------- | ------------- | ---------------- | --------- | ----------- |
| Les données manquantes sont à compléter. |               |                  |           |             |
|                                          |               |                  |           |             |
| mars 2001                                | décembre 2015 | Louis Herbreteau | UMP-LR    | Agriculteur |

| Période      | Période  | Identité         | Étiquette | Qualité                                              |
| ------------ | -------- | ---------------- | --------- | ---------------------------------------------------- |
| janvier 2016 | mai 2020 | Louis Herbreteau |           | Ancien maire de Saint-Laurent-des-Bâtons (2001-2015) |
| mai 2020     | En cours | Laurence Perrot  |           |                                                      |

## Population et société

### Démographie
Les habitants de Saint-Laurent-des-Bâtons se nomment les Saint-Laurentais.

#### Démographie de Saint-Maurice
Jusqu'en 1833, la commune de Saint-Maurice était indépendante. À cette date, elle fusionne avec Saint-Laurent-des-Bâtons.
| 1793 | 1800 | 1806 | 1821 | 1831 |
| ---- | ---- | ---- | ---- | ---- |
| 104  | 85   | 85   | 98   | 100  |

#### Démographie de Saint-Laurent-des-Bâtons
L'évolution du nombre d'habitants est connue à travers les recensements de la population effectués à Saint-Laurent-des-Bâtons depuis 1793. À partir du XXIe siècle, les recensements des communes de moins de 10 000 habitants ont lieu tous les cinq ans (2006, 2011 pour Saint-Laurent-des-Bâtons). Depuis 2006, les autres dates correspondent à des estimations légales. En 2015, dernière année en tant que commune indépendante, Saint-Laurent-des-Bâtons comptait 221 habitants.
Au 1er janvier 2022, la commune déléguée de Saint-Laurent-des-Bâtons compte 218 habitants.
| 1793 | 1800 | 1806 | 1821 | 1831 | 1836 | 1841 | 1846 | 1851 |
| ---- | ---- | ---- | ---- | ---- | ---- | ---- | ---- | ---- |
| 603  | 437  | 530  | 622  | 613  | 731  | 688  | 667  | 707  |

| 1856 | 1861 | 1866 | 1872 | 1876 | 1881 | 1886 | 1891 | 1896 |
| ---- | ---- | ---- | ---- | ---- | ---- | ---- | ---- | ---- |
| 706  | 697  | 648  | 588  | 631  | 603  | 574  | 598  | 524  |

| 1901 | 1906 | 1911 | 1921 | 1926 | 1931 | 1936 | 1946 | 1954 |
| ---- | ---- | ---- | ---- | ---- | ---- | ---- | ---- | ---- |
| 510  | 508  | 508  | 341  | 304  | 269  | 267  | 251  | 245  |

| 1962 | 1968 | 1975 | 1982 | 1990 | 1999 | 2006 | 2011 | 2015 |
| ---- | ---- | ---- | ---- | ---- | ---- | ---- | ---- | ---- |
| 219  | 225  | 210  | 194  | 193  | 201  | 233  | 210  | 221  |

### Enseignement

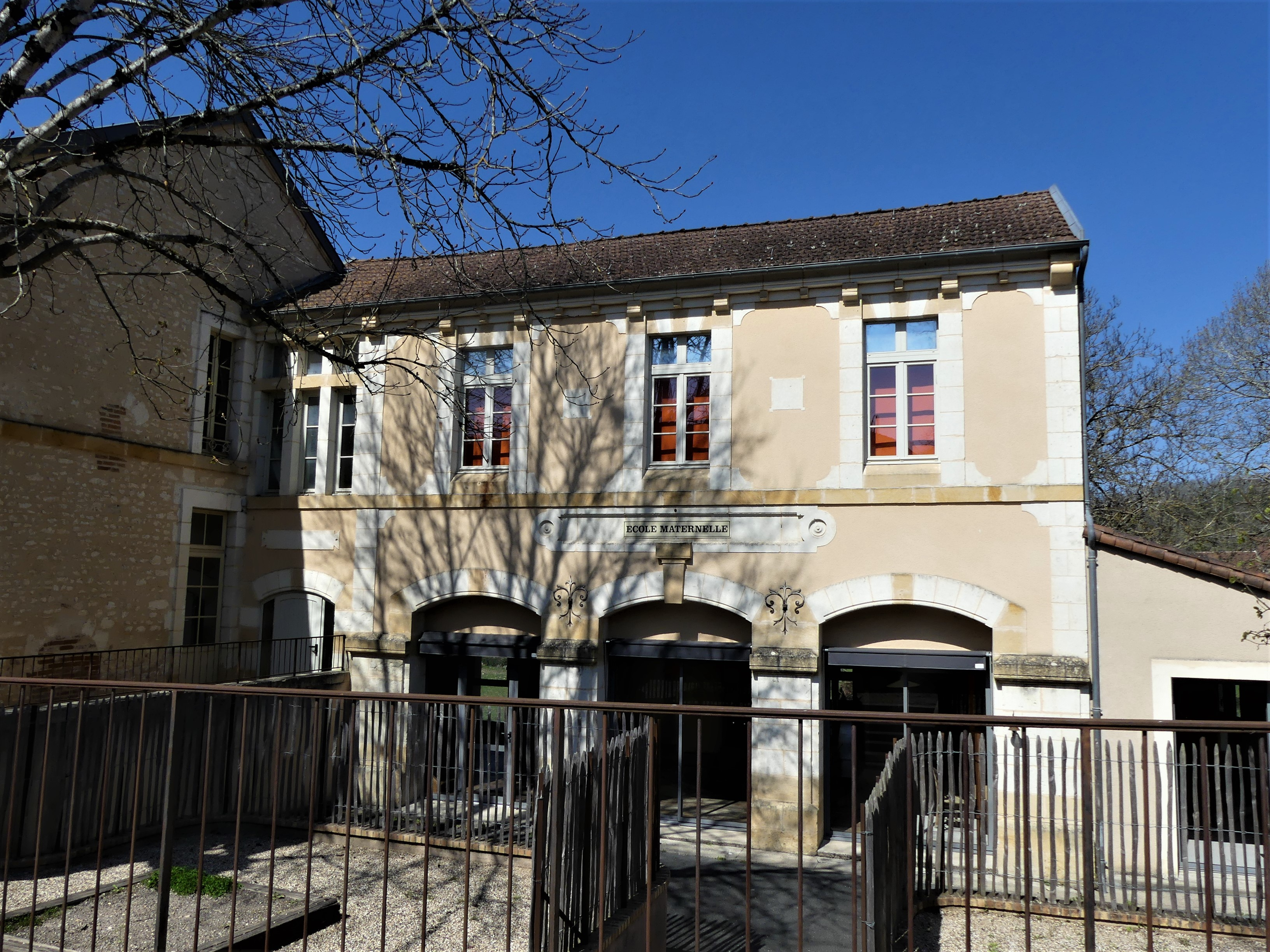
L'ancienne école maternelle.

En 2013, Saint-Laurent-des-Bâtons était organisée en regroupement pédagogique intercommunal (RPI) avec les communes de Fouleix, Saint-Amand-de-Vergt et Saint-Michel-de-Villadeix au niveau des classes de primaire. La commune assurait les classes de maternelle. Celles de cours préparatoire et de CE1 s'effectuaient à Fouleix alors que celles de CE2 et de cours moyen s'effectuaient à Saint-Michel-de-Villadeix.
En 2022, il n'y a plus d'école à Saint-Laurent-des-Bâtons.

### Manifestations culturelles et festivités
- « Fête des bâtons », en mai ou juin, initialement annuelle puis biennale[33] (8e édition en 2024[34]).

## Économie
Les données économiques de Saint-Laurent-des-Bâtons sont incluses dans celles de la commune nouvelle de Val de Louyre et Caudeau.

## Culture locale et patrimoine

### Lieux et monuments

#### Patrimoine civil
- Château de Saint-Maurice, XIVe et XVe siècles[35], inscrit aux monuments historiques pour ses façades et toitures depuis 1974[36], propriété privée. Mentionné en 1310 sous la forme S. Mauritius, il s'agit d'un ancien repaire noble qui avait justice en 1760 sur les deux paroisses de Saint-Laurent-des-Bâtons et Saint-Maurice[37].
- Gentilhommière de Cantelaube du XVIIIe siècle accostée d'une tour ronde[38].
- Manoir de Courteille, mentionné au XIXe siècle[39].

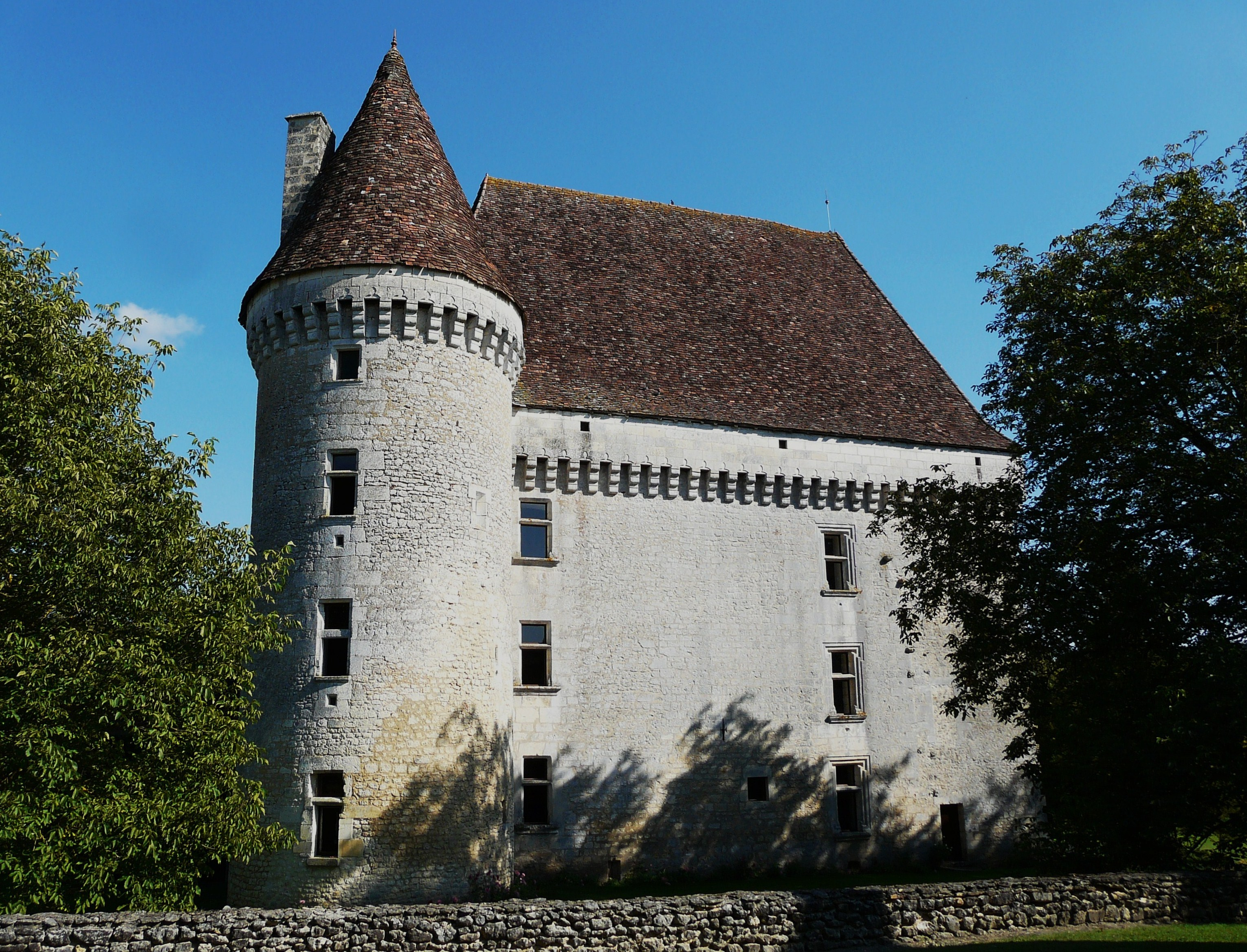
Le château de Saint-Maurice.
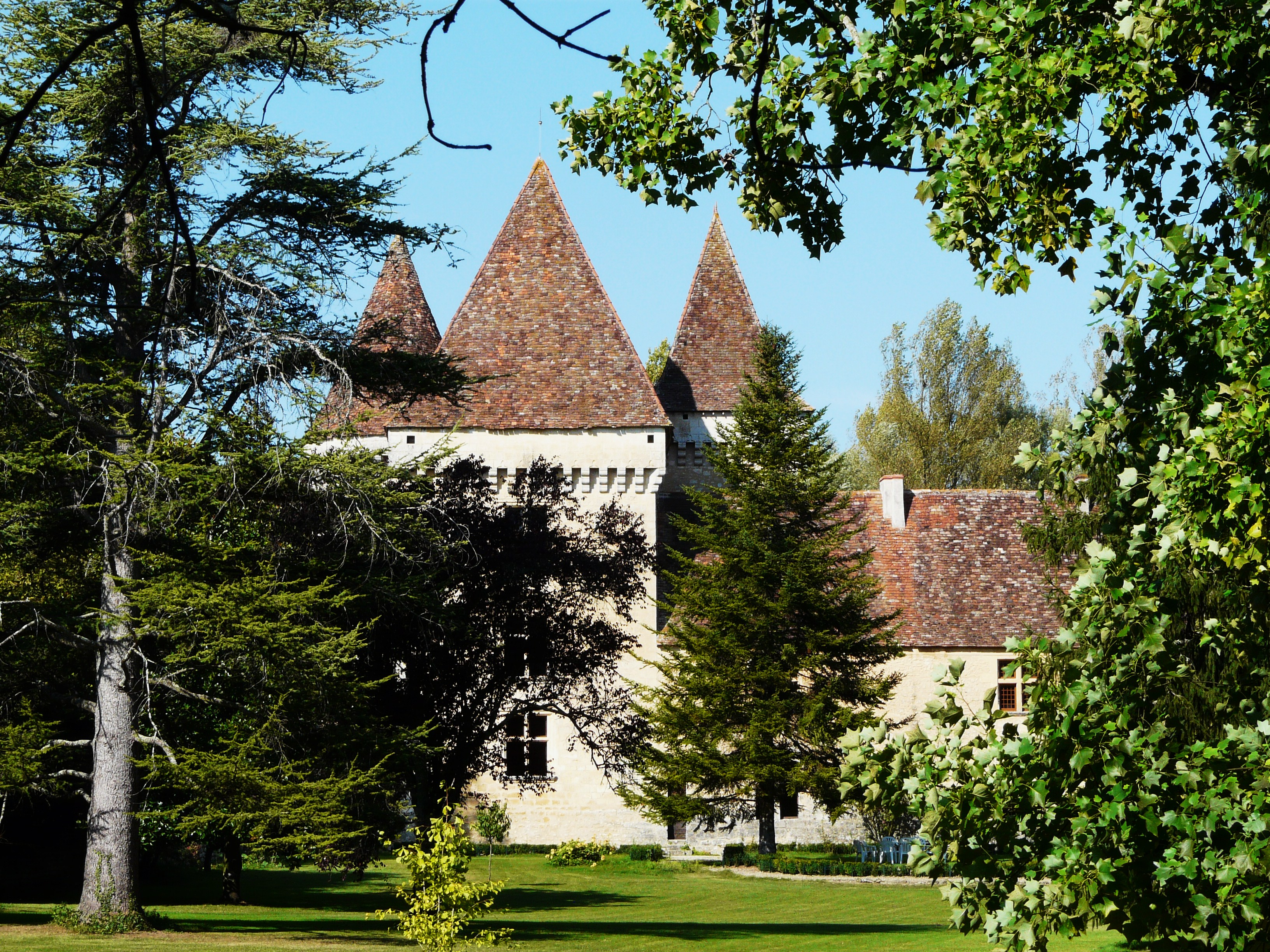
Idem.
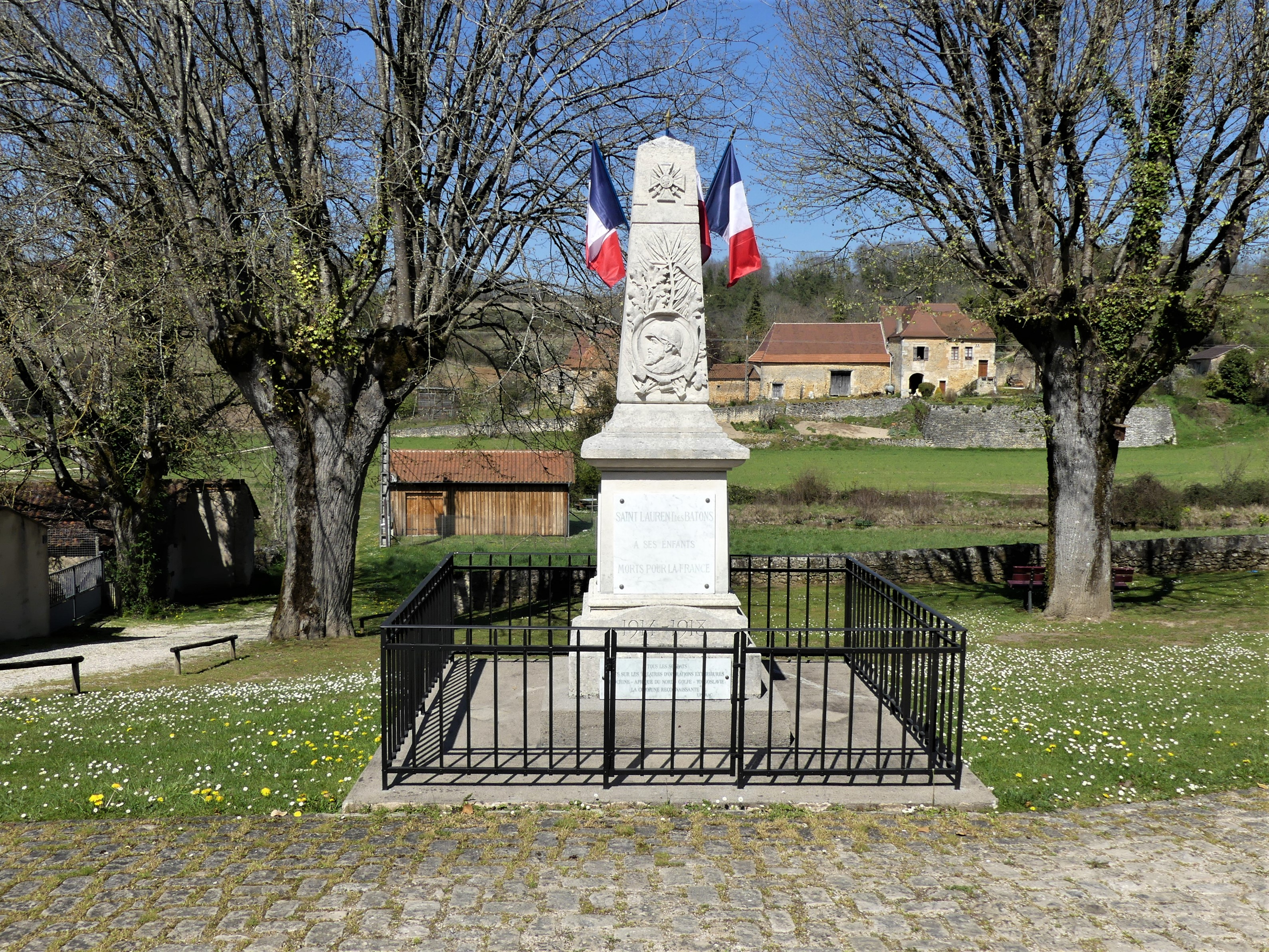
Le monument aux morts.
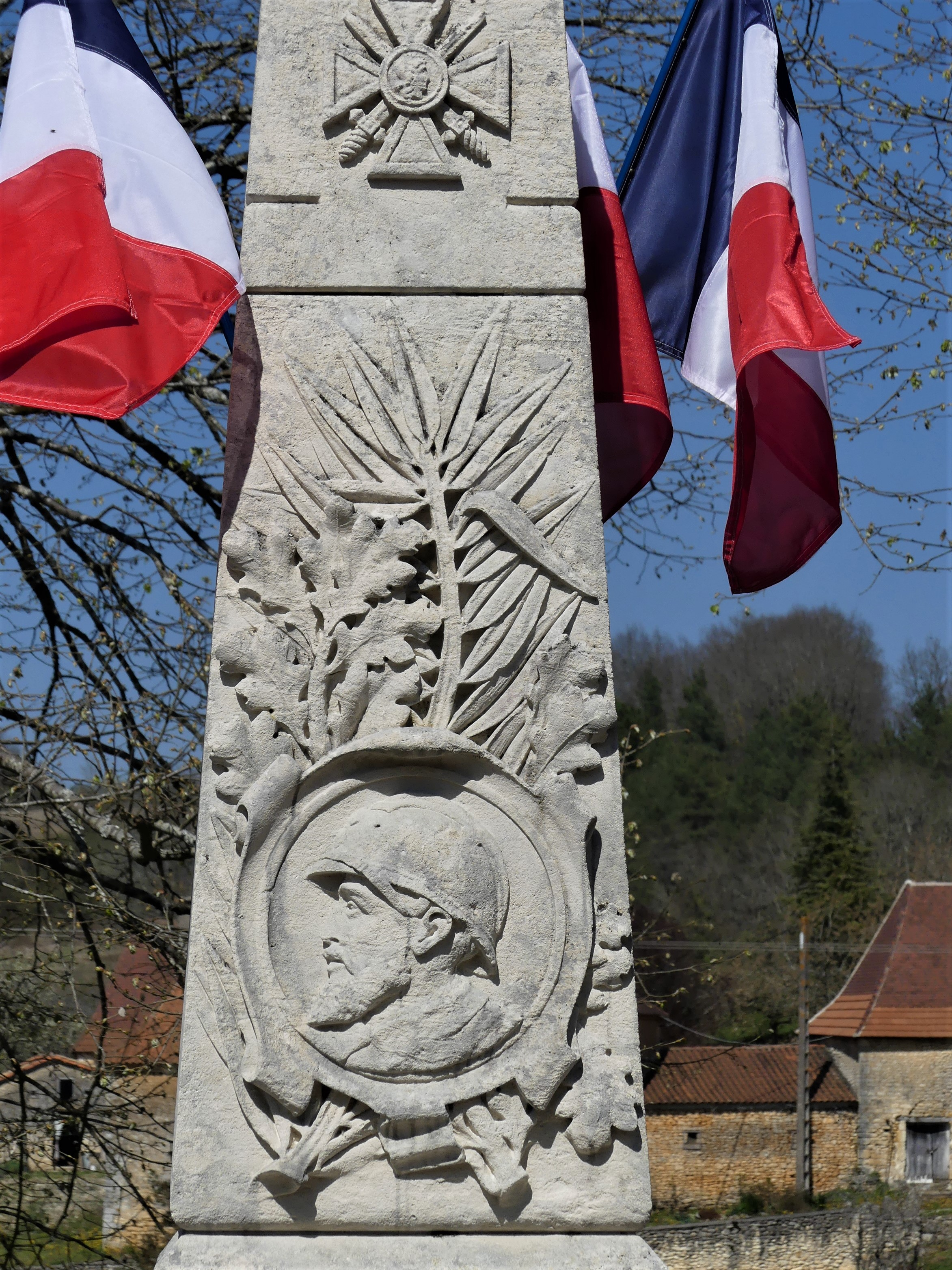
Détail du monument aux morts.
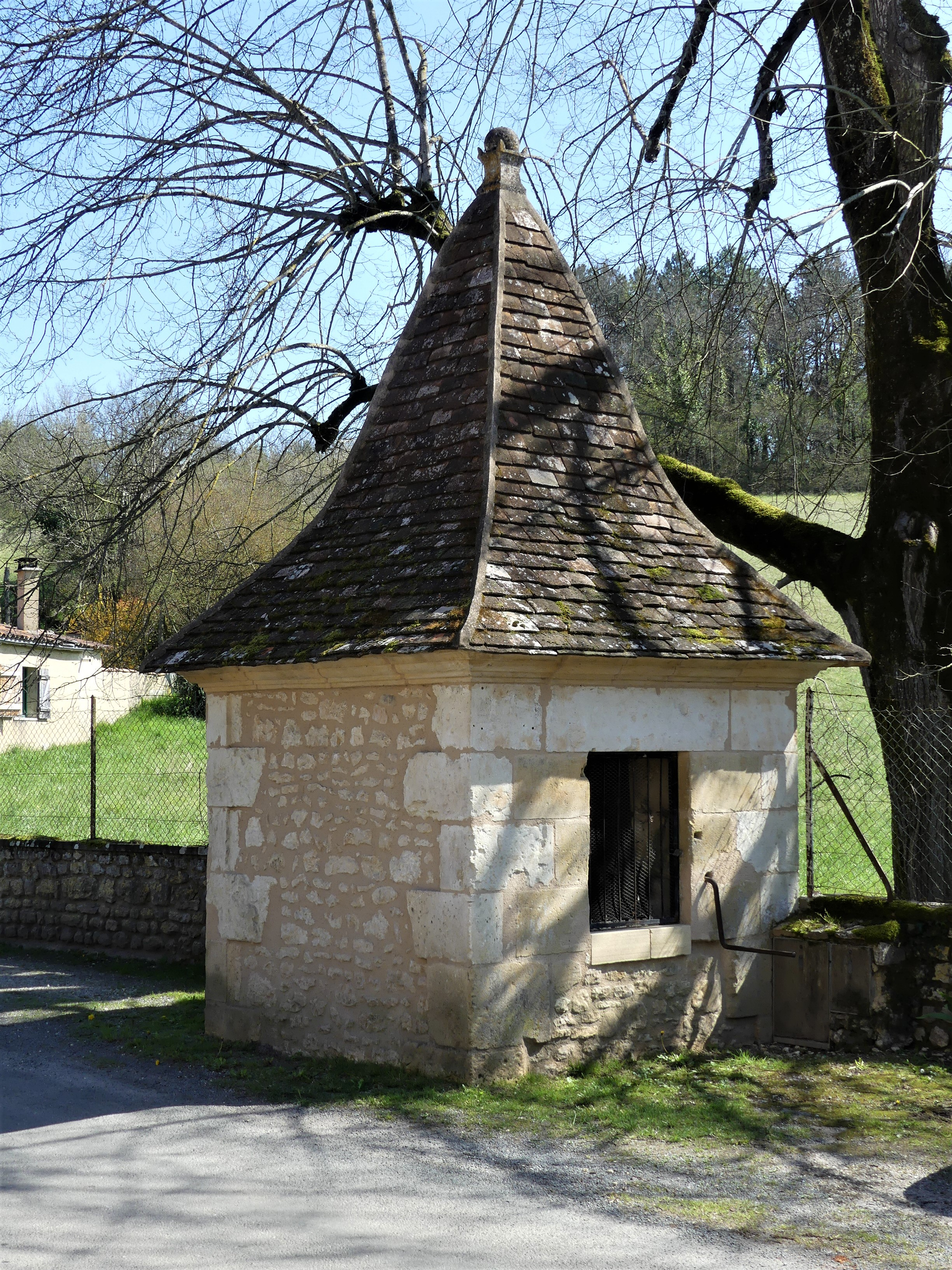
Puits couvert dans le bourg.
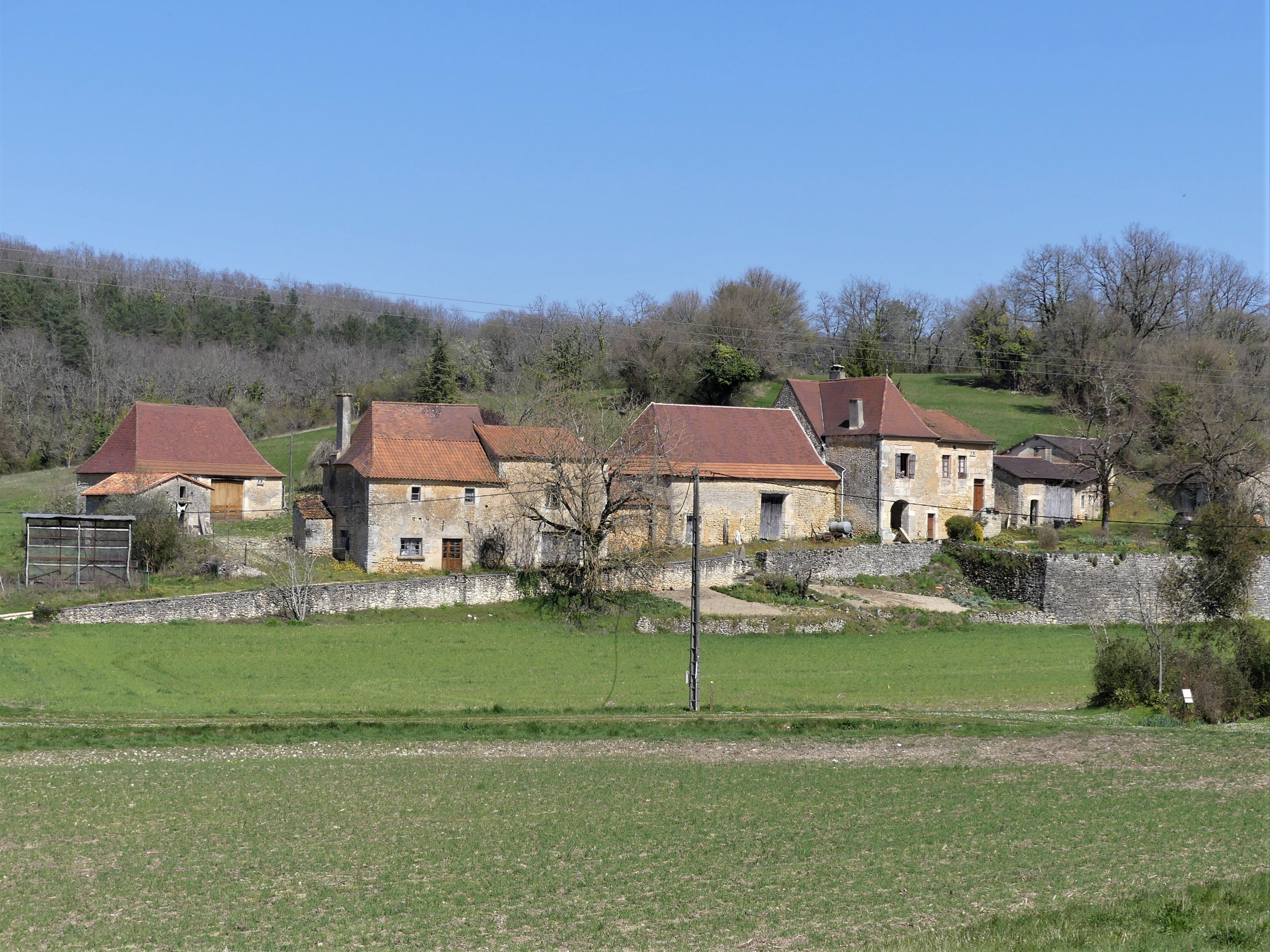
Maisons le long du Verdançon.

#### Patrimoine religieux
- Église Saint-Laurent, au bourg ; hormis le porche gothique, l'église a été refaite au XIXe siècle à la suite d'un incendie en 1853[40].
- Église Saint-Maurice, à côté du château, restaurée au XVIe siècle.

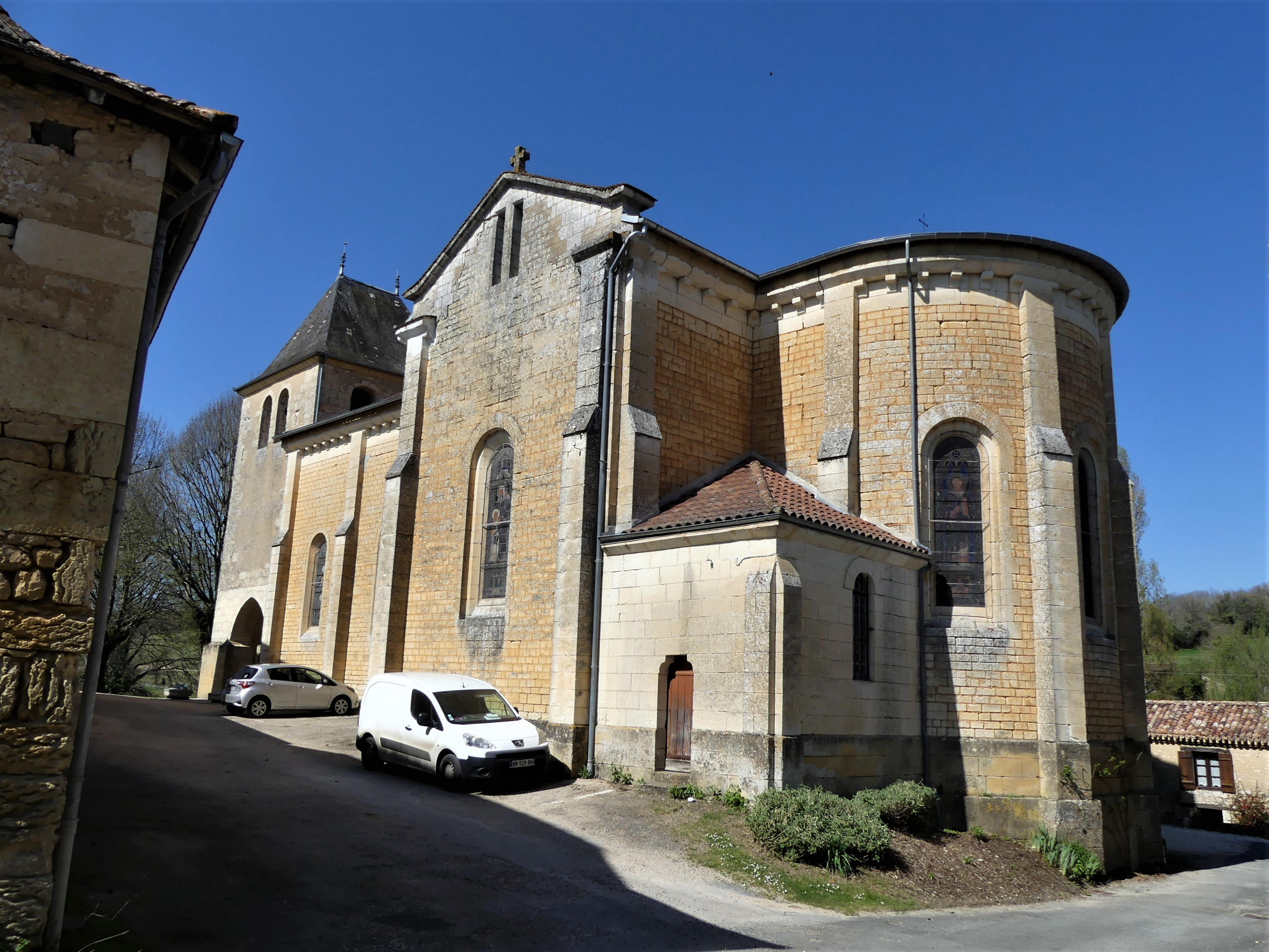
Le chevet de l'église Saint-Laurent.
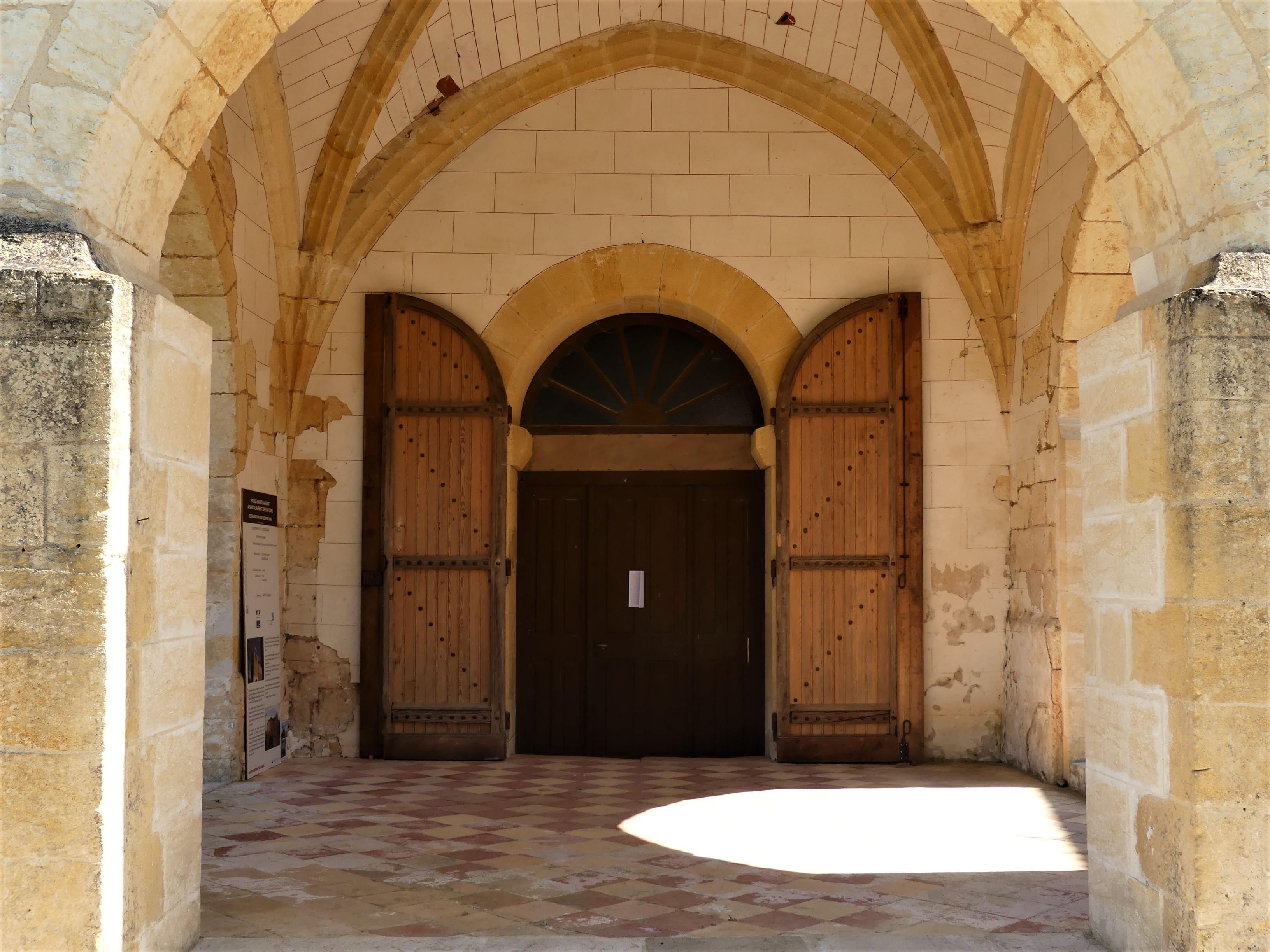
Son porche gothique.
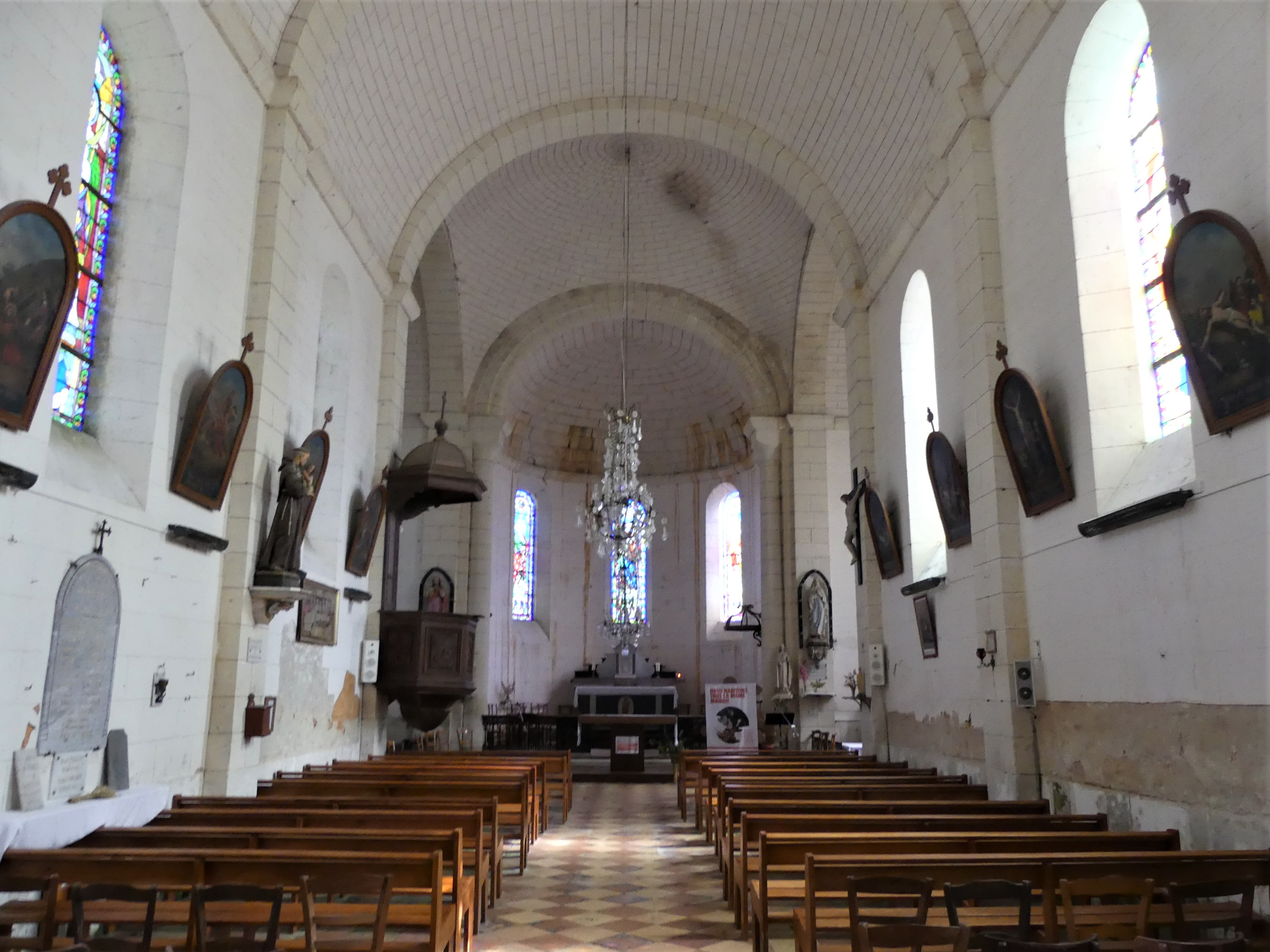
La nef.
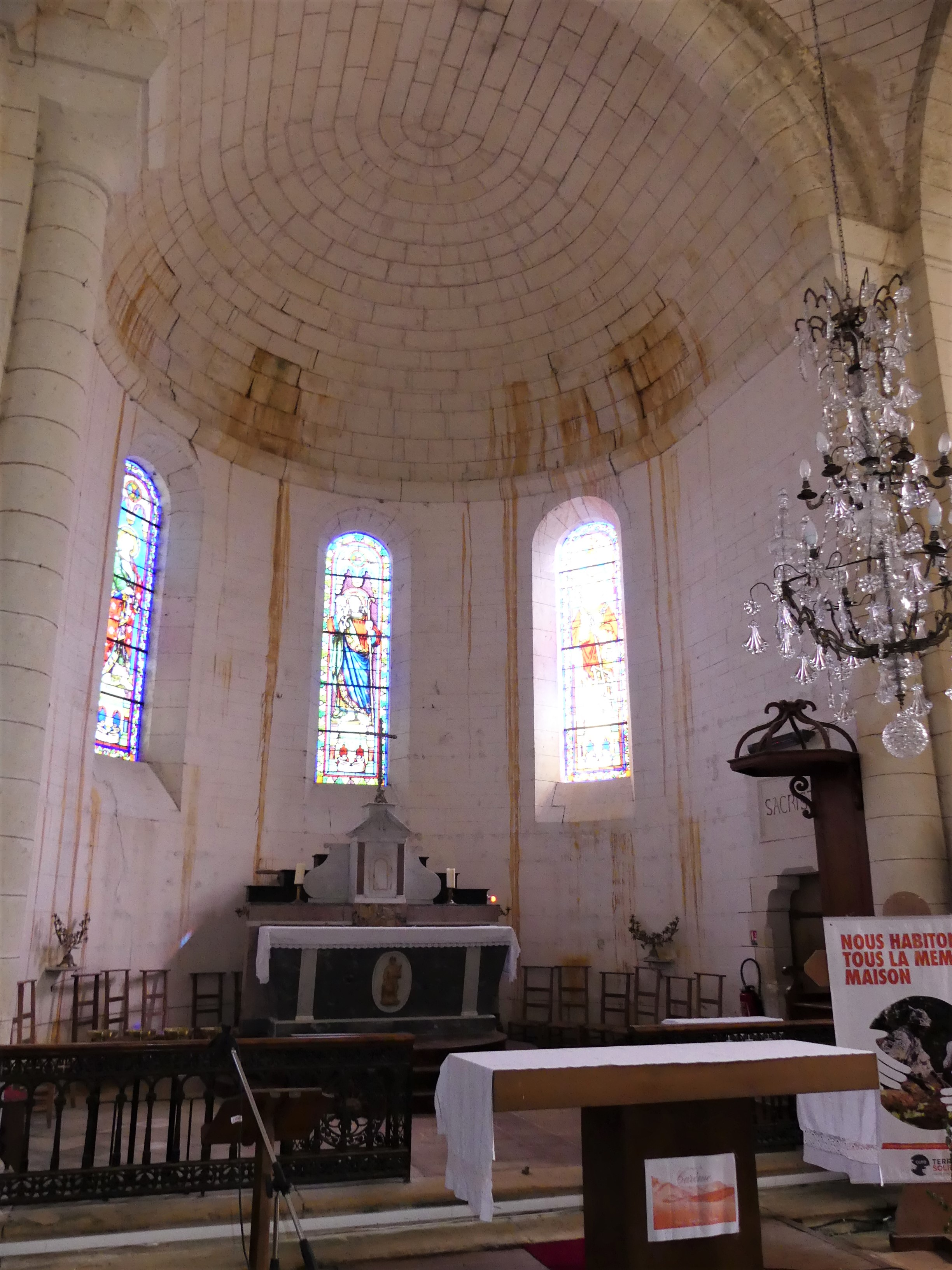
Le chœur.
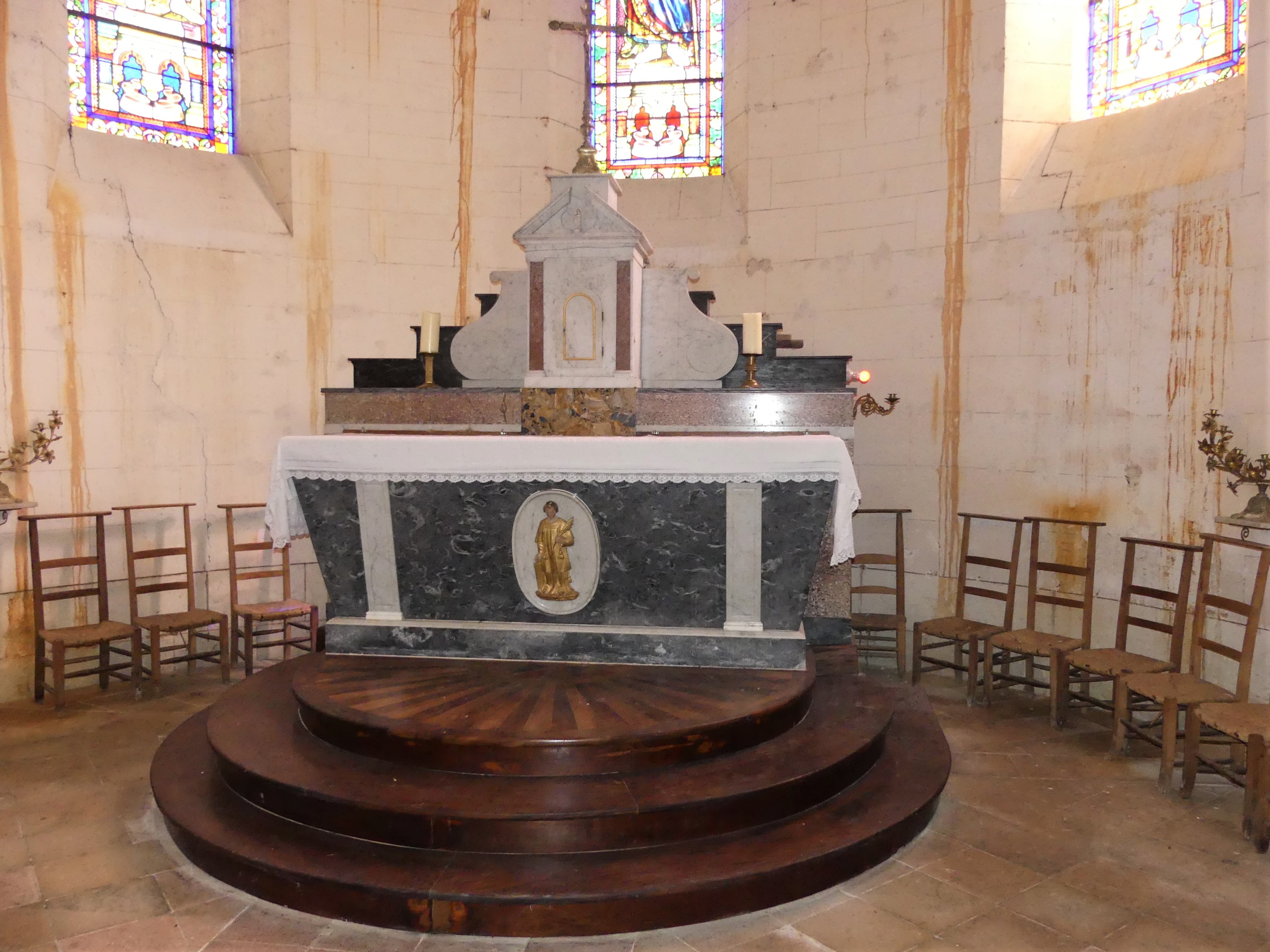
Le maître-autel.
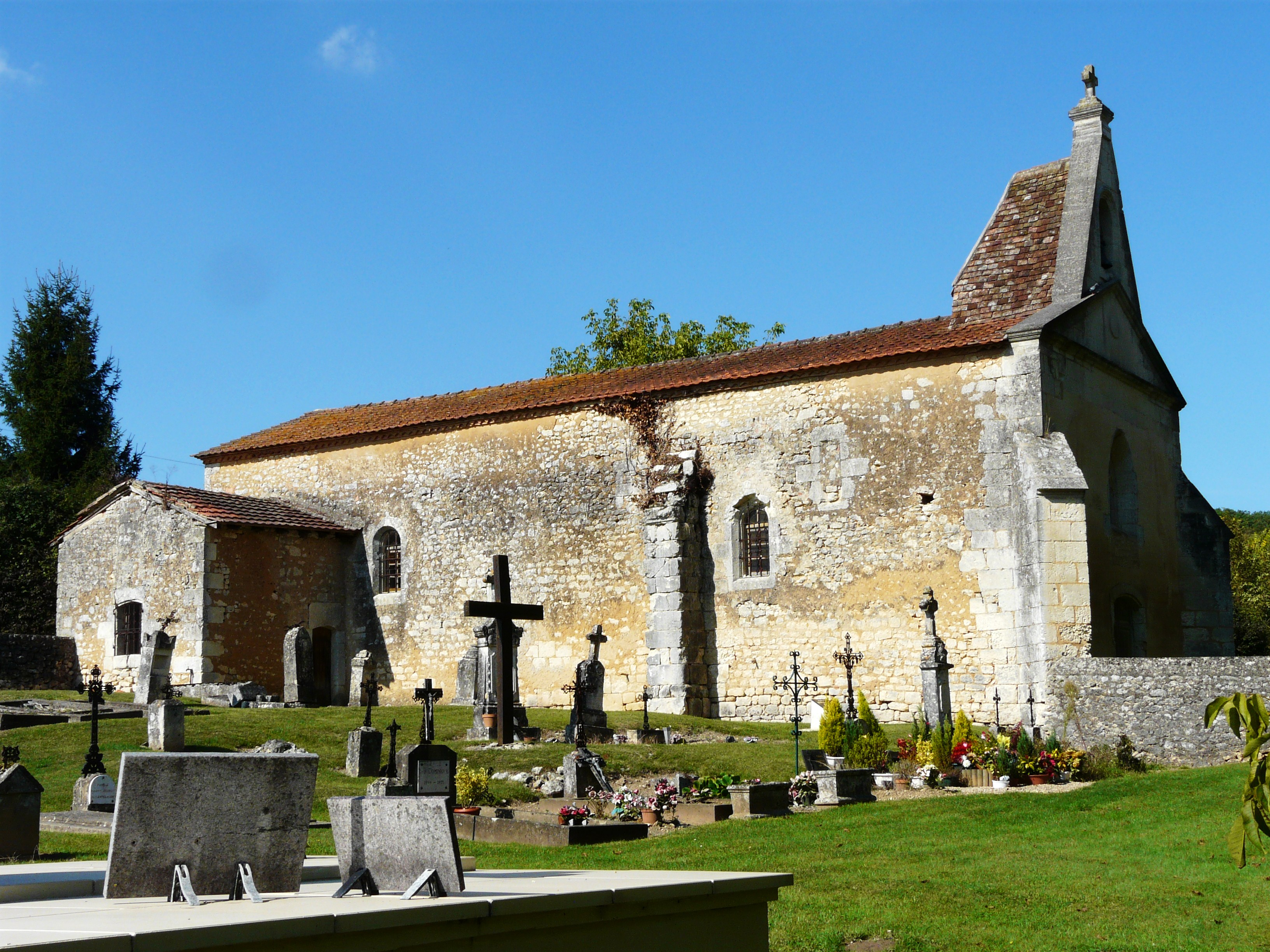
L'église Saint-Maurice.

### Personnalités liées à la commune
- Johanna Dubos, épouse Bézenac, a été reconnue en 1908 comme ayant fait l'objet d'une guérison miraculeuse à Lourdes en 1904.
- Odette Siko, pilote automobile sur circuit d'endurance. Elle détient encore le meilleur classement féminin aux 24 Heures du Mans avec la 4e place en 1932. Aurait terminé sa vie dans sa propriété à Saint-Laurent-des-Bâtons[réf. nécessaire].